# 安土桃山時代の人物一覧
安土桃山時代の人物一覧（あづちももやまじだいのじんぶついちらん）は、安土桃山時代の人物の一覧。

## 朝廷

### 天皇・皇族
- 正親町天皇
- 後陽成天皇
- 誠仁親王
- 智仁親王

### 公家
- 飛鳥井雅庸
- 飛鳥井雅賢
- 阿野実顕
- 一条内基
- 猪熊教利
- 今出川晴季
- 正親町三条実有
- 勧修寺光豊
- 上冷泉為満
- 上冷泉為頼
- 烏丸光宣
- 烏丸光広
- 九条兼孝
- 近衛前久
- 近衛信尹
- 四条隆昌
- 白川雅朝
- 高倉永慶
- 鷹司信房
- 中院通勝
- 二条晴良
- 二条昭実
- 日野輝資
- 日野資勝
- 日野光慶
- 広橋兼勝
- 広橋總光
- 広橋兼賢
- 万里小路充房
- 万里小路兼房
- 水無瀬兼胤
- 山科言経
- 四辻季満
- 六条有広

## 諸大名・家臣

### ア行
- 青木一矩
- 青木一重
- 青木重直
- 青地茂綱
- 青地元珍
- 青山忠成
- 青柳清長
- 青山忠門
- 青山忠成
- 青山吉次
- 明石全登
- 赤井直正
- 赤井照景
- 赤井直義
- 赤尾清綱
- 赤座直保
- 赤沢宗伝
- 秋田実季
- 秋山虎繁（信友）
- 明智光秀
- 明智秀満
- 浅野長政
- 浅野幸長
- 蘆名義広
- 安宅信康
- 安宅冬康
- 足立重信
- 穴山信君
- 甘粕景持
- 尼子義久
- 尼子勝久
- 天野康景
- 荒木村重
- 有馬晴信
- 有馬豊氏
- 安国寺恵瓊
- 安藤守就
- 安東愛季
- 跡部勝資
- 安藤直次
- 井伊直政
- 飯富虎昌
- 生駒親正
- 生駒親重
- 生駒一正
- 池田恒興
- 池田輝政
- 石川家成
- 石川数正
- 石田三成
- 石田正澄
- 石田正継
- 伊集院久信
- 板倉勝重
- 板部岡江雪斎
- 伊丹康直
- 一条兼定
- 一色義道
- 一色義定
- 伊東義祐
- 伊東祐兵
- 伊奈忠次
- 稲葉良通
- 猪俣邦憲
- 今川氏真
- 上杉景勝
- 上杉景虎
- 上杉謙信
- 上田重安
- 宇喜多直家
- 宇喜多忠家
- 宇喜多春家
- 宇喜多基家
- 宇喜多秀家
- 宇喜多詮家
- 氏家行広
- 宇都宮国綱
- 江里口信常
- 円城寺信胤
- 大久保忠俊
- 大久保忠世
- 大久保忠佐
- 大久保忠教
- 大久保忠隣
- 大久保長安
- 大河内秀綱
- 大須賀康高
- 大須賀忠政
- 太田牛一
- 大崎義隆
- 大島光義
- 大谷吉継
- 大友宗麟
- 大友義統
- 大友親家
- 大友親盛
- 大野治長
- 大野治房
- 大村純忠
- 小笠原貞頼
- 小笠原秀清
- 小笠原信興
- 小笠原秀政
- 小笠原長旌
- 小笠原元枝
- 小笠原千代童丸
- 岡部正綱
- 岡部長盛
- 岡部元信
- 奥平貞能
- 奥平信昌
- 奥村永福
- 大関高増
- 小田氏治
- 織田信長
- 織田信忠
- 織田信雄
- 織田信孝
- 織田勝長
- 織田信正
- 織田信澄
- 織田昌澄
- 織田長益（織田有楽斎）
- 織田信包
- 織田長利
- 織田信次
- 織田秀信
- 織田忠寛
- 織田頼長
- 鬼庭綱元
- 小浜景隆
- 小幡信真
- 小幡昌盛
- 小山高朝
- 小山秀綱
- 小山田信茂
- 小山田昌成

### カ行
- 香川之景
- 蠣崎季広
- 柿崎景家
- 片桐且元
- 片桐貞隆
- 片倉景綱
- 片倉重長
- 加藤清正
- 加藤嘉明
- 金森長近
- 可児吉長
- 亀井茲矩
- 蒲生氏郷
- 蒲生賢秀
- 蒲生定秀
- 蒲生郷舎
- 蒲生秀行
- 川勝継氏
- 川勝秀氏
- 木曾義昌
- 北信愛
- 北愛一
- 北秀愛
- 貴田孫兵衛（毛谷村六助）
- 北畠具教
- 吉川元春
- 吉川広家
- 吉川経家
- 木下昌直
- 木下勝俊
- 木下延俊
- 木村重成
- 京極高次
- 吉良親貞
- 栗山利安
- 九鬼嘉隆
- 九鬼守隆
- 朽木元綱
- 九戸政実
- 来島通総
- 車斯忠
- 黒田孝高
- 黒田長政
- 小出秀政
- 高坂昌信
- 香宗我部親泰
- 神戸具盛
- 高力清長
- 高力正長
- 五島玄雅
- 小島弥太郎
- 児玉就方
- 児玉就英
- 後藤勝基
- 後藤基次
- 小西行長
- 小早川隆景
- 小早川秀秋
- 小堀正次
- 小堀政一

### サ行
- 西郷清員
- 斎藤利三
- 酒井忠次
- 酒井家次
- 酒井忠世
- 酒井正親
- 榊原康政
- 佐久間信盛
- 佐久間盛政
- 佐々成政
- 佐竹義重
- 佐竹義宣
- 佐竹義久
- 里見義弘
- 真田昌幸
- 真田信之
- 真田信繁（真田幸村）
- 真田幸綱
- 鮭延秀綱
- 斯波義銀
- 柴田勝家
- 島津家久
- 島津貴久
- 島津忠長 (宮之城家)
- 島津歳久
- 島津義久
- 島津義弘
- 島津忠恒
- 島津豊久
- 島清興
- 清水宗治
- 志村光安
- 上条政繁
- 菅沼定盈
- 杉原長房
- 鈴木孫一
- 薄田兼相（岩見重太郎）
- 仙石秀久
- 相馬盛胤
- 相馬義胤
- 宗義智
- 十河存保

### タ行
- 大道寺政繁
- 高橋紹運
- 高山右近
- 滝川一益
- 武田信虎
- 武田信玄
- 武田勝頼
- 武田信勝
- 武田信豊
- 竹中重治
- 竹中重門
- 立花道雪
- 立花宗茂
- 伊達成実
- 伊達輝宗
- 伊達政宗
- 伊達秀宗
- 田中吉政
- 田原親賢
- 田丸直昌
- 長宗我部元親
- 長宗我部信親
- 長宗我部盛親
- 長寿院盛淳
- 長連龍
- 津軽為信
- 津田信澄
- 筒井順慶
- 寺沢広高
- 藤堂高虎
- 藤堂高吉
- 藤堂高刑
- 遠山直景
- 徳永昌重
- 徳永寿昌
- 戸川達安
- 徳川家康
- 徳川秀忠
- 徳川信康
- 戸沢盛安
- 戸沢政盛
- 戸田一西
- 戸田勝成
- 戸田重政
- 戸田忠次
- 豊臣秀吉
- 豊臣鶴松
- 豊臣秀頼
- 豊臣秀次
- 豊臣秀勝
- 豊臣秀長
- 豊臣秀保
- 鳥居忠吉
- 鳥居元忠
- 鳥居強右衛門

### ナ行
- 内藤如安
- 内藤信成
- 内藤正成
- 内藤昌豊
- 直江景綱
- 直江兼続
- 永井直勝
- 中川清秀
- 長坂光堅
- 長束正家
- 中村一氏
- 名古屋山三郎
- 那須資胤
- 鍋島直茂
- 鍋島勝茂
- 成松信勝
- 成瀬正成
- 南部晴政
- 南部信直
- 新納忠元
- 新納旅庵
- 二本松義継
- 二本松義綱
- 丹羽長秀
- 丹羽長重
- 沼田祐光
- 乃美宗勝

### ハ行
- 羽柴秀勝 (石松丸)
- 羽柴秀勝
- 支倉常長
- 波多野秀治
- 畠山高政
- 畠山義綱
- 蜂須賀正勝
- 蜂須賀家政
- 蜂屋頼隆
- 服部半蔵
- 服部正成
- 塙直之（塙団右衛門）
- 馬場信春
- 林秀貞
- 原長頼
- 久武親信
- 久武親直
- 土方雄久
- 日根野弘就
- 百武賢兼
- 平岩親吉
- 平塚為広
- 風魔小太郎
- 福島正則
- 古田重然（古田織部）
- 古田重勝
- 不破万作
- 別所長治
- 北条氏政
- 北条氏直
- 北条氏規
- 北条氏邦
- 北条氏照
- 北条幻庵
- 北条綱成
- 北条氏康
- 北条為昌
- 保科正光
- 細川幽斎
- 細川忠興
- 堀尾吉晴
- 堀尾忠氏
- 堀秀政
- 堀秀治
- 堀直政
- 堀直清
- 堀直寄
- 本庄繁長
- 本多重次
- 本多忠勝
- 本多広孝
- 本多康重
- 本多正信
- 本多正重
- 本多正純
- 本多政重
- 本多忠純

### マ行
- 前田玄以
- 前田利家
- 前田利長
- 前田利益
- 前野長康
- 真壁氏幹
- 牧村利貞
- 牧野康成（半右衛門）
- 牧野康成（右馬允）
- 増田長盛
- 松井康之
- 松浦鎮信
- 松浦隆信
- 松浦久信
- 松倉重政
- 松下之綱
- 松平家忠
- 松平信一
- 松平忠吉
- 松平信康
- 松平康親
- 松平康忠
- 松平康元
- 松田憲秀
- 松永久秀
- 丸毛兼利
- 水野忠重
- 水野勝成
- 皆川広照
- 三村元親
- 三村元範
- 三村家親
- 三村親成
- 宮部継潤
- 三好長治
- 三好義継
- 向井正綱
- 村上通康
- 村上武吉
- 村上元吉
- 村越直吉
- 毛利元就
- 毛利輝元
- 毛利隆元
- 毛利秀元
- 毛利勝信
- 毛利勝永
- 最上義光
- 最上義守
- 母里友信
- 森忠政
- 森長可
- 森成利（森蘭丸）
- 森可成

### ヤ行
- 柳生宗厳
- 柳生宗矩
- 山内一豊
- 山岡景友
- 山県昌景
- 山口重政
- 山口修弘
- 山口正弘
- 山中幸盛
- 山中長俊
- 山名豊国
- 山家公頼
- 結城晴朝
- 結城秀康
- 湯浅五助
- 吉田孝頼
- 依田信蕃
- 依田康国

### ラ行
- 龍造寺隆信
- 龍造寺政家
- 龍造寺高房
- 六角義賢
- 六郷政乗
- 留守政景

### ワ行
- 脇坂安治
- 脇坂安元
- 脇坂安信
- 和田惟政
- 和田惟長
- 和田定利
- 渡辺了
- 渡辺糺
- 渡辺守綱

## 女性
- 朝日姫
- 阿茶局
- 飯坂の局
- 生駒吉乃
- 大政所
- 小野お通
- お船の方
- お鍋の方
- 甲斐姫
- 梶
- 春日局
- 亀姫
- 帰蝶
- 慶誾尼
- 江
- 豪姫
- 小松姫
- 西郷局
- 新造の方
- 立花誾千代
- 茶阿局
- 千代
- 築山殿
- 茶々
- 徳姫
- 督姫
- 龍勝院
- 奈多夫人
- 日秀
- 寧々
- 初
- 早川殿
- 彦鶴姫
- 細川ガラシャ
- まつ
- 愛姫
- 義姫

## 僧侶
- 朝山日乗
- 安国寺恵瓊
- 安楽庵策伝
- 池坊専好
- 以心崇伝
- 胤栄（宝蔵院胤栄）
- 英俊
- 覚栄
- 覚恕法親王
- 教如
- 愚堂東寔
- 顕如
- 虎哉宗乙
- 西笑承兌
- 策彦周良
- 三要元佶
- 慈昌（存応）
- 実如
- 下間真頼
- 下間仲孝
- 下間頼慶
- 下間頼秀
- 下間頼純
- 下間頼照
- 下間頼盛
- 下間頼旦
- 下間頼龍
- 下間頼廉
- 下間蓮崇
- 周伯恵雍
- 准如
- 乗阿
- 青岳尼
- 証如
- 神龍院梵舜
- 太原雪斎
- 沢庵宗彭
- 沢彦
- 天海
- 呑竜
- 南渓瑞聞
- 南浦文之
- 日奥
- 幡随意
- 文英清韓
- 木食応其
- 森坊増隆
- 山岡景友
- 隆達
- 霊巌

## 商人・茶人・忍者・芸術家・剣豪・その他
- 石川五右衛門
- 出雲阿国
- 伊東一刀斎
- 稲富祐直
- 今井宗久
- 今井宗薫
- 岩佐又兵衛
- 埋忠明寿
- 雲谷等顔
- 越前康継
- 太田牛一
- 大橋宗桂 (初代)
- 奥山休賀斎
- 小瀬甫庵
- 小野忠明
- 海北友松
- 果心居士
- 片山久安
- 狩野光信
- 上泉信綱
- 鐘捲自斎
- 狩野永徳
- 狩野山楽
- 神屋宗湛
- 観世宗節
- 高坂甚内
- 小西隆佐
- 古筆了佐
- 斎藤伝鬼房
- 里村紹巴
- 司箭院興仙
- 島井宗室
- 末吉孫左衛門
- 杉谷善住坊
- 角倉素庵
- 角倉了以
- 千少庵
- 千道安
- 千利休
- 曽我直庵
- 立入宗継
- 田宮重正
- 千々石ミゲル
- 茶屋四郎次郎
- 長次郎
- 塚原卜伝
- 津田宗及
- 出目是閑吉満
- 東郷重位
- 富田勢源
- 中浦ジュリアン
- 永田徳本
- 根岸兎角
- 長谷川等伯
- ハビアン
- 林崎甚助
- 原田孫七郎
- 原マルチノ
- 疋田景兼
- 風魔小太郎
- 藤林長門守
- 本阿弥光悦
- 本因坊算砂
- 曲直瀬道三
- 丸目長恵
- 百地丹波
- 諸岡一羽
- 柳生宗厳
- 安井道頓
- 山上宗二
- 呂宋助左衛門（納屋助左衛門）